# NAGISA (映画)
『NAGISA』（なぎさ）は、2000年の日本映画。
村上もとかの同名漫画を原作に、12歳の多感な少女なぎさのひと夏の体験を綴った青春ドラマ。第51回ベルリン国際映画祭キンダーフィルムフェスト部門でグランプリを受賞。主演の新人・松田まどかは、本作で「2000年度キネマ旬報ベスト・テン新人女優賞」、「2000年度報知映画賞新人賞」を受賞した。

## あらすじ
1960年代。舞台は江の島。なぎさは、居酒屋を営む母とふたりで暮らす12歳の女の子。漁師の父を4年前に亡くしているが青春まっただ中で元気満開。その年の夏休みは生涯忘れられない夏休みになる。
なぎさが海の家でバイトを始めたのはレコードプレーヤーを手に入れるため。海の家を経営する叔母の不良娘・麗子に影響されてパーマをかけたり、麗子の彼氏とアメ車でダンスパーティーに行ったり、東京から帰省中の金持ちの美少女・真美に意地悪をされたり、東京から来た病弱な少年・洋と出会ったり、毎日が様々な出来事満載。砂浜への漂着物を拾うのが趣味の洋に泳ぎを教えているうちに生じる恋心、そして初キス。でもその洋は溺死してしまう。
いろんなことがあった夏の終わり。レコードプレーヤーを手にしたなぎさは、少し大人になっていた。

## キャスト
- 西宮なぎさ：松田まどか
- 桑島真美：稲坂亜里沙
- 杉田典子：吉木誉絵
- 竹脇洋：佐々木和徳
- 西宮正子：片桐夕子
- 桑島澄子：芦川よしみ
- 杉田民恵：佳那晃子
- 吉岡のおばちゃん：根岸季衣
- 杉田亮助：つまみ枝豆
- 吉岡麗子：松本智代美
- 竹脇宗徳：石丸謙二郎
- 神主：柄本明
- タツヤ：島村勝
- 電器屋の主人：出光元
- おミズ：深水三章
- のぼる：鏑木貴仁
- あきら：渡部祐希

## スタッフ
- 監督：小沼勝
- 原作：村上もとか
- 脚本：齊藤猛、村上修
- 編集：矢船陽介
- 音楽：遠藤浩二
- 歌：ザ・ピーナッツ「恋のバカンス」、加山雄三「夜空の星」、ベッツィ&クリス「花のように」
- 製作・配給：フィルム・シティ
- 宣伝・配給協力：アルゴ・ピクチャーズ
- 海外配給：トスカドメイン